# TV Odra
TV Odra – sieć lokalnych stacji telewizyjnych nadających swoje programy w miastach zachodniej Polski.

## Historia
Sieć rozpoczęła działalność po raz pierwszy w 1995 roku. Wówczas w jej skład wchodziło siedem stacji:
- Telewizja Dolnośląska – Wrocław
- TVL (Telewizja Regionalna Zagłębia Miedziowego) – Lubin
- TVR Bryza – Szczecin / Koszalin
- TV Vigor – Gorzów Wielkopolski
- TV 51 – Zielona Góra
- TV Aval – Jelenia Góra
- Niezależna Telewizja Lokalna – Radomsko

Poza produkcjami własnymi o charakterze lokalnym telewizje wchodzące w skład sieci nadawały wspólne bloki programów (złożone głównie z filmów i seriali) – program sieciowy TV Odra. Działając w ten sposób, stacje należące do sieci mogły nadawać kilkunastugodzinny program, ponosząc znacznie mniejsze nakłady finansowe niż w przypadku samodzielnego zapełniania czasu antenowego.
Pasma sieciowe TV Odra były dosyłane poszczególnym stacjom za pomocą zakodowanego przekazu, emitowanego w godzinach nocnych na częstotliwościach Polsatu (później Polsatu 2) – gdy ten nie nadawał własnego programu. Z przekazów tych korzystały, poza stacjami TV Odra, również niektóre lokalne telewizje nadające w sieciach kablowych.
W 1998 roku stacje TV Odra zaczęły retransmitować program nowo powstałej Naszej Telewizji (później TV 4), poszerzając tym samym sieć jej nadajników. Każda z lokalnych stacji miała zagwarantowane pasma antenowe na emisję własnych programów. Z czasem jednak - z powodów finansowych - kolejne telewizje rezygnowały z ich nadawania (w praktyce stając się wyłącznie przekaźnikami programu TV 4).
W efekcie, gdy w 2005 roku zbliżał się termin wygaśnięcia wydanych dziesięć lat wcześniej koncesji, własny program produkowały tylko dwie z początkowych siedmiu stacji TV Odra: Telewizja Dolnośląska oraz TVL (NTL wcześniej wystąpiła z sieci).
Wydanie nowych koncesji Krajowa Rada Radiofonii i Telewizji uwarunkowała od wznowienia emisji programów lokalnych, co w efekcie oznaczało reaktywację sieci TV Odra. W nowej sieci znalazło się pięć z dotychczasowych sześciu stacji - KRRiT nie zgodziła się na wydanie nowej koncesji w przypadku Szczecina i Koszalina (dawna TVR Bryza).
Inaczej niż wcześniejsze koncesje, wydane różnym podmiotom, nowe z 2005 roku udzielone zostały jednej spółce - Telewizja Odra Sp. z o.o. (dawniej: Prywatna Telewizja AVAL Sp. z o.o.). Ujednolicone zostało również nazewnictwo stacji - każda z nich w swojej nazwie posiada obecnie człon „Odra”. Mimo to na antenie pojawiają się również nazwy Telewizja Dolnośląska i TVL (spółki te pozostają producentami programu „Odry” - odpowiednio we Wrocławiu i Lubinie). W Gorzowie Wielkopolskim, Zielonej Górze i Jeleniej Górze produkcja programu TV Odra powierzona została nowym, zewnętrznym podmiotom.
W dalszym ciągu każda ze stacji TV Odra - poza własnymi okienkami emitowanymi przez kilka godzin dziennie - nadaje retransmisję programu TV 4.
Od 2011 r. koncesjonariuszem programów lokalnych TV Odra jest spółka Polskie Media S.A.
Na przełomie 2012 i 2013 - w związku z wyłączaniem nadajników naziemnej telewizji analogowej - stacje TV Odra zawieszały kolejno emisję programu. Spółka Polskie Media S.A. wyraziła jednak zainteresowanie rozpowszechnianiem programów TV Odra drogą cyfrową.

## Sieć TV Odra po 2005 roku
- „Odra” Świdnica, Wrocław, Opole (producent programu: Telewizja Dolnośląska)
- „Odra” Głogów, Legnica, Lubin (producent programu: TVL)
- „Odra” Gorzów Wielkopolski (producent programu :Telewizja Miejska Gorzów a od  roku 2010 Gorzowskie Media sp. z o.o.)
- „Odra” Jelenia Góra (producent programu: Telewizja Dami)
- „Odra” Zielona Góra, Słubice (producent programu: Rec. Studio Poland)